# Greenomyia lucida
Greenomyia lucida är en tvåvingeart som först beskrevs av Becker 1908.  Greenomyia lucida ingår i släktet Greenomyia och familjen svampmyggor.
Artens utbredningsområde är Kanarieöarna. Inga underarter finns listade i Catalogue of Life.